# Schloss Horst

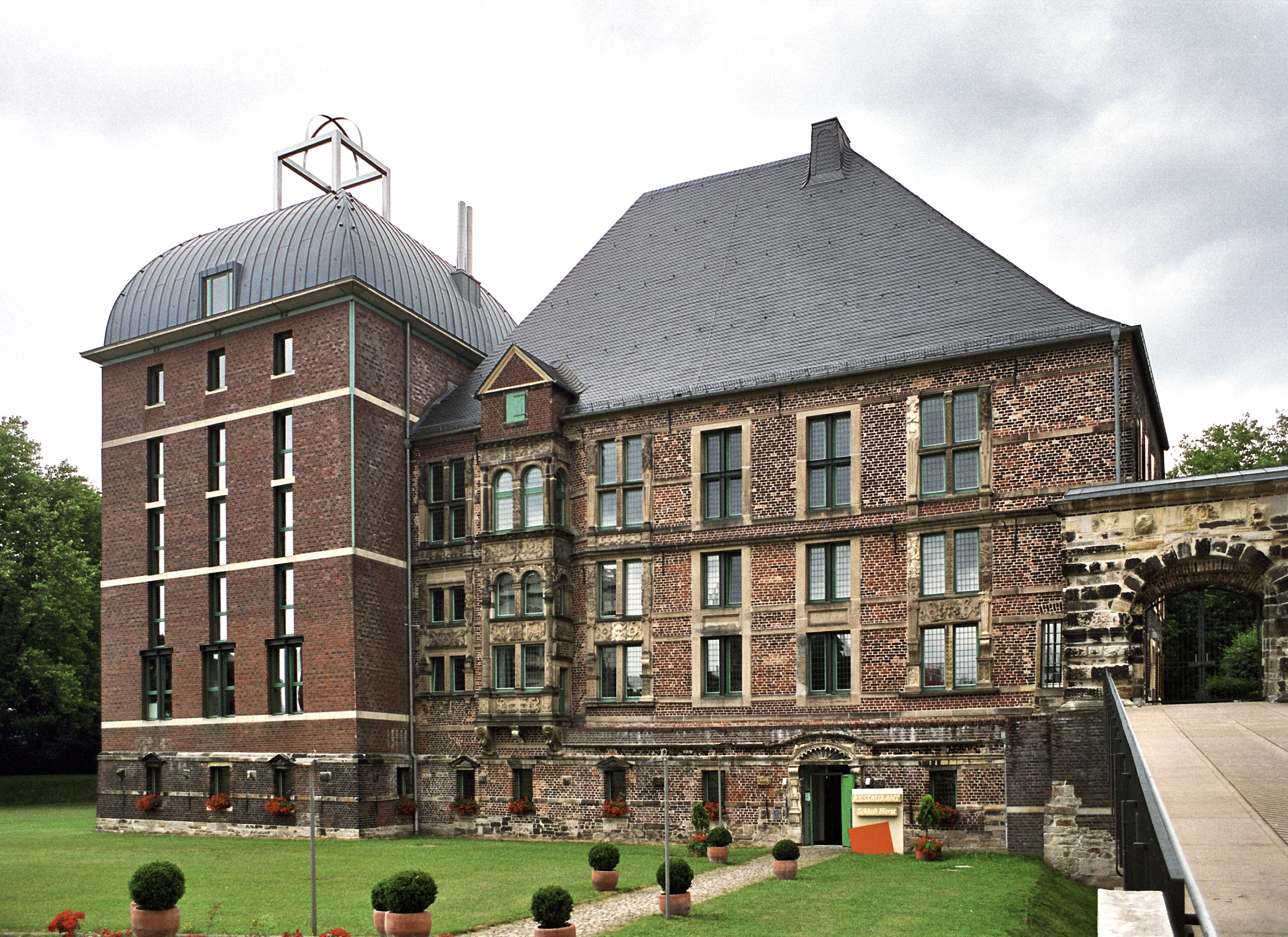
Erhaltener Eingangsflügel von Schloss Horst mit nördlichem Eckturm

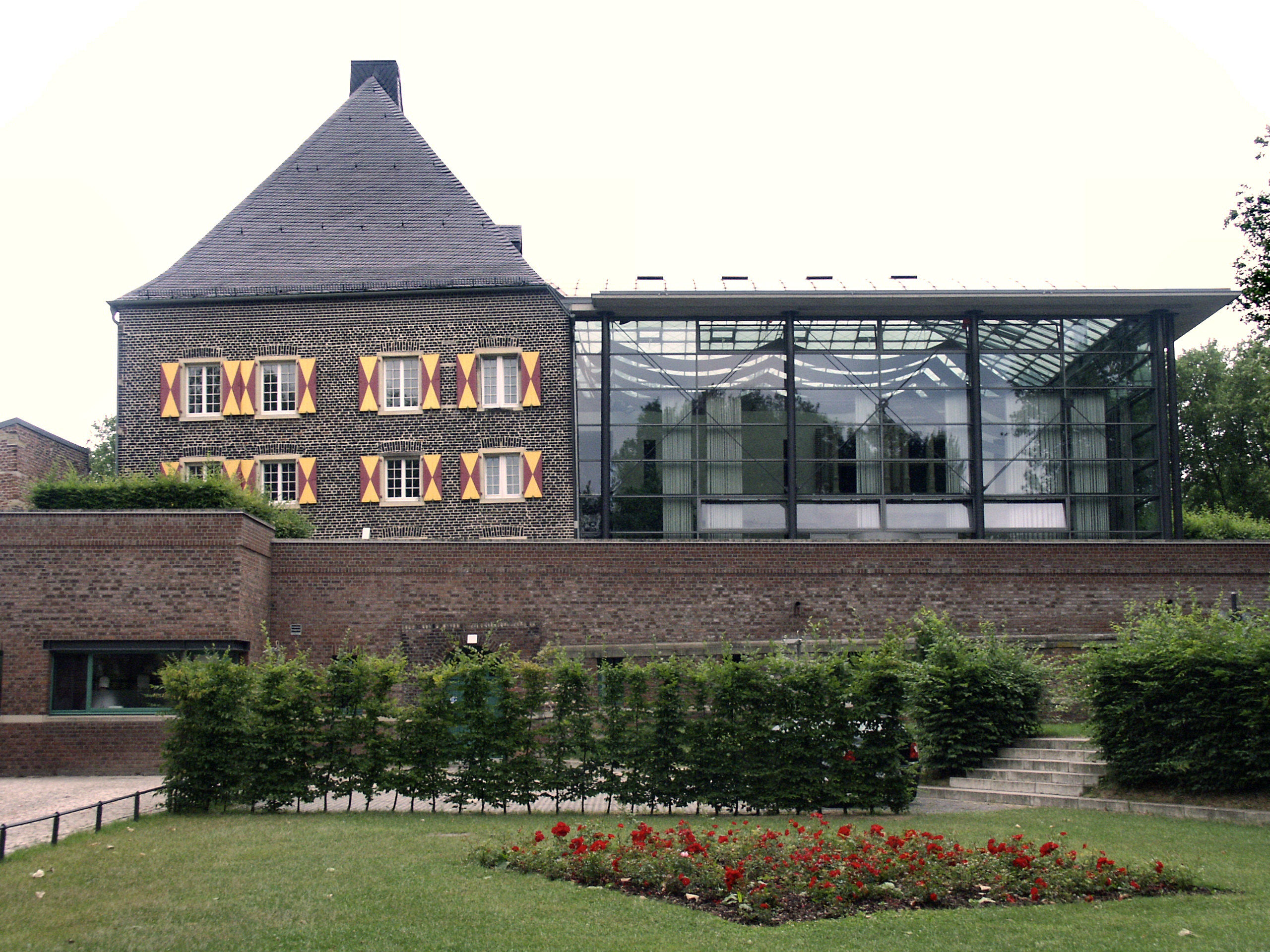
Schlossansicht von Südwesten; rechts die moderne Glashalle

Das Schloss Horst ist ein Schloss auf dem Gebiet des Gelsenkirchener Stadtteils Horst und gilt als einer der ältesten und wichtigsten Renaissancebauten in Westfalen. Zur Zeit seiner Errichtung im 16. Jahrhundert war es eine der größten vierflügeligen Schlossanlagen nördlich der Alpen und prägte den Baustil der Lipperenaissance, der auch als „Horster Bauschule“ bezeichnet wird. Es steht seit dem 15. Dezember 1983 unter Denkmalschutz.
Auf einer Insel im sumpfigen Gebiet zwischen zwei Emscherarmen existierte bereits im 11. Jahrhundert eine Hofstelle, deren Bewohner möglicherweise dem Fang der im Emscherbruch beheimateten Emscherbrücher Dickköppe nachgingen. Aus ihr erwuchs eine Burganlage, die zweimal einer Feuersbrunst zum Opfer fiel. Nach dem zweiten Brand entschied sich der damalige Besitzer Rütger von der Horst zu einem kompletten Neubau, der 1578 beendet war. Durch die besonders hohe Qualität seiner Bauplastiken hat dieser renaissancezeitliche Bau eine überregionale Bedeutung für die Kunstgeschichte.
Im 19. Jahrhundert stürzten große Teile des Schlosses ein oder mussten wegen Baufälligkeit niedergelegt werden. Die damalige Eigentümerin, die Familie von Fürstenberg, versuchte, so viel wie möglich von dem wertvollen Fassadenschmuck und der hochwertigen Bauplastik, dem sogenannten „Steinernen Schatz“, zu retten und lagerte die Fragmente ein. Die wenigen Gebäudereste, die nicht abgerissen wurden, verfielen allmählich. 1985 gründete sich eine Bürgerinitiative, die den endgültigen Ruin verhindern und eine neue langfristige Nutzung der Anlage verwirklichen wollte. Auf ihr Betreiben kaufte die Stadt Gelsenkirchen das Schloss und veranlasste umfangreiche historische und archäologische Untersuchungen. Inzwischen ist Schloss Horst wohl eines der besterforschten Renaissancebauwerke Nordwestdeutschlands. Nach Restaurierung und teilweisem Wiederaufbau wird es als Museum, Restaurant, Standesamt und Veranstaltungsort genutzt.

## Geschichte

### Bewohner und Besitzer

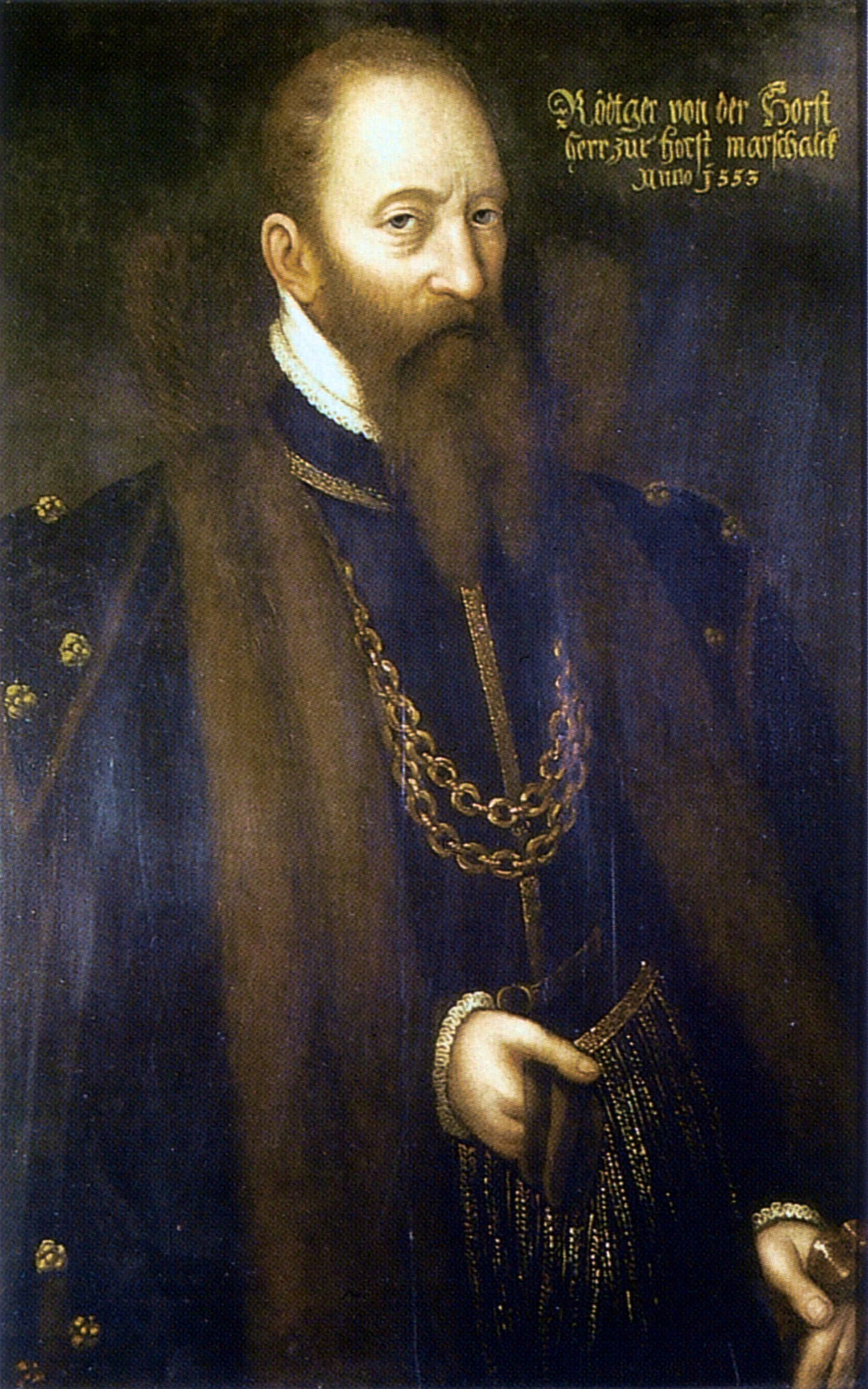
Der Bauherr Rütger von der Horst engagierte namhafte Künstler und Handwerker seiner Zeit für den Neubau seines Schlosses; Porträt eines unbekannten Künstlers von etwa 1553

Das Rittergeschlecht der Herren von Horst ist seit dem 12. Jahrhundert nachweisbar. Es stammte aus dem Gebiet der heutigen Stadt Essen. Ab etwa 1200 bekleideten Angehörige des Geschlechts das Marschallsamt des Essener Stifts, das zugleich mit der Aufsicht über die Wildbahn im Emscherbruch und dem Recht des Fangs der Emscherbrücher Pferde verbunden war. Wohl aus diesem Grund führten die Ritter von der Horst drei Rossbremsen, Pramen genannt, im Wappen. Ab 1363 sind sie in Urkunden als Lehnsmänner der Grafen von Kleve genannt und konnten sich und die Eigenständigkeit ihres Besitzes lange Zeit gegen den Machtanspruch des benachbarten Kölner Erzbistums behaupten. Da sie sich jedoch die Gerichtsherrschaft in den Kirchspielen Gladbeck und Buer, die zum kurkölnischen Territorium gehörten, angemaßt hatten, strengte der Kölner Erzbischof Friedrich von Saarwerden 1410/11 einen Prozess gegen die Horster Ritter an, als dessen Resultat sich die Familie 1412 dem Erzstift unterwerfen musste. Rütger von der Horst leistete dem Kölner Erzbischof den Treueid, was eine Eingliederung der ehemals eigenständigen Herrschaft in das erzbischöfliche Vest Recklinghausen zur Folge hatte. Im Gegenzug erhielt er die Herrschaft als kurkölnisches Lehen wieder zurück. Mit dem Anschluss Horsts an das Kölner Territorium waren die zumindest für 1315 und 1349 belegten Bemühungen der Grafen von der Mark und der Grafen von Berg, die Burg Horst zu erwerben oder sich zumindest ein Öffnungsrecht zu sichern, endgültig gescheitert.
Die besondere soziale Stellung der damaligen Horster Herren dokumentiert ein Zufallsfund aus dem 19. Jahrhundert. Im Juni 1854 wurde im Zuge von Ausschachtungsarbeiten im Bereich des verfüllten Wassergrabens ein mit Gravuren reich verziertes spätromanisches Buntmetallbecken gefunden. Die sogenannte Hanseschale war wohl ein Handwaschbecken. Sie enthält auf der Innenseite ein Bildprogramm mit Schriftbändern, das die Philosophia, umgeben von Sokrates, Platon und den sieben freien Künsten zeigt. Die Schale ist nicht nur ein beredtes Zeugnis vom höfischen Zeremoniell auf Horst, sondern auch davon, welchen Bildungsgrad Gäste und Gastgeber hatten.
Der Bauherr des Schlosses, ebenfalls mit dem Namen Rütger, kam am 21. Mai 1547 durch Erbteilung in den alleinigen Besitz des „Hues zor Horst“. Er bekleidete unter sechs Kölner Kurfürsten das Marschallsamt; Erzbischof Salentin von Isenburg ernannte ihn kurz vor seiner Abdankung zum Kölner Statthalter im Vest Recklinghausen. Jener Rütger ließ an der Stelle der alten Burg einen prachtvollen Neubau errichten, verstarb aber bereits vier Jahre nach dem Abschluss der Bauarbeiten 1578. Da auch sein einziger Sohn Johann aus der Ehe mit Anna von Palandt bereits früh verstorben war, brachte Rütgers Erbtochter Margarethe die Anlage 1582 durch ihre Heirat an die Familie von Loë zu Palsterkamp und Geist. Der neue Schlossherr, Betram von Loë, starb ebenfalls, ohne einen männlichen Erben zu hinterlassen. Sibylla, eine seiner beiden Töchter, erbte Schloss und Herrlichkeit Horst und brachte diesen Besitz 1607 als Mitgift in ihre Ehe mit Dietrich von der Recke.
Am 9. Juni 1706 verkaufte dessen Nachfahr, Freiherr Hermann Dietrich von der Recke, Schloss und Herrlichkeit Horst für rund 100.000 Reichstaler an den Freiherrn Ferdinand von Fürstenberg. Hermann Dietrichs Neffe erhob Einspruch gegen den Verkauf und zog deswegen vor das Reichskammergericht. Der Prozess war erst 1802 beendet. Die Fürstenberg-Familie musste dem Grafen von Westerholt-Gysenberg, an den die Ansprüche unterdessen übergegangen waren, 76.000 Taler Abfindung zahlen. Die von Fürstenberg nutzten die Anlage nie als Dauerwohnsitz, sondern zogen es vor, in einem der vielen anderen Schlösser der Familie, wie zum Beispiel Schloss Herdringen, Schloss Schellenberg oder Schloss Adolfsburg, zu wohnen. 1730 löste Christian von Fürstenberg den Horster Haushalt endgültig auf. In der Folgezeit war die Vorburg landwirtschaftlich verpachtet, das Schloss verwaltete ein Rentmeister.
Ab den 1920er Jahren wurde die Anlage als Volkserholungsstätte genutzt. Der zu jener Zeit im Sockelgeschoss eingerichteten Gastronomie folgte in den 1970er Jahren eine Diskothek. Zu Beginn des Jahres 1985 gründete sich eine Bürgerinitiative, die sich für den Erhalt und eine neue Nutzung der historischen Bausubstanz einsetzte. Vorgesehen war unter anderem, in Schloss Horst ein Schulungszentrum, ein Hotel oder ein Tanzsportzentrum einzurichten. 1988 erwarb die Stadt Gelsenkirchen die Schlossruine für 650.000 DM und ließ sie teilweise wieder aufbauen.

### Baugeschichte

#### Vorgängerbauten
Ausgrabungen auf dem Schlossgelände haben gezeigt, dass am Ort der Horster Vorburg bereits im 11. und 12. Jahrhundert eine Hofstelle existierte. Diese bestand aus einem sechs bis sieben Meter breiten und elf bis zwölf Meter langen Ständerhaus mit zwei Räumen, das durch Spuren von Pfosten und Schwellbaken nachweisbar ist. Die Bauweise und Ausstattung des Hauses wie beispielsweise Überreste von Kachelöfen sowie Funde des einstigen Inventars – darunter blaue Glasscherben mit weißer Fadenauflage – deuten darauf hin, dass die Bewohner des Hauses keine einfachen Bauern, sondern höheren Standes waren. Im späten 12. Jahrhundert wurde diese Hofstelle – wahrscheinlich auf Betreiben des Essener Stifts – unter Gerhard von der Horst zu einer hölzernen Befestigung in Form einer Motte ausgebaut, um die Grenzen des Stiftsterritoriums zu sichern und die dem Stift hörigen Höfe zu schützen. Der für diese Motte künstlich aufgeschüttete Erdhügel hatte bei einem Durchmesser von etwa 40 Metern eine Höhe von knapp zwei Metern. Zu jener Zeit bestand die Burg aus einem Hauptgebäude, einem polygonalen Turm mit einem Durchmesser von 6 bis 6,5 Metern und zwei weiteren Nebengebäuden aus Holz, die am Fuße des Hügels von einer Brustwehr samt Wehrgang umgeben waren. Ein Wassergraben davor war durch eine weitere Palisade geschützt. Schon zu jener Zeit gehörte eine Vorburg zur Horster Anlage, die westlich der Kernburg lag und mit dieser über eine Brücke verbunden war.
Nicht sehr lange nach ihrer Errichtung wurde diese hölzerne Turmhügelburg durch ein Feuer zerstört. Die Brandkatastrophe ereignete sich möglicherweise in den Wirren, die der Ermordung des Kölner Erzbischofs Engelbert von Berg im Jahr 1225 folgten. Gerhard von der Horst ersetzte die Reste der Holz/Erde-Befestigung daraufhin durch ein steinernes, 11 × 7,5 Meter messendes festes Haus oder einen Wohnturm mit 1,2 Meter starken Mauern und ließ das Gebäude mit einer Ringmauer umgeben. Zuvor war der Burghügel um mindestens 1,5 Meter erhöht worden.
Eine erste urkundliche Erwähnung als Burg fand Haus Horst erst im Jahr 1282, als der römisch-deutsche König Rudolf von Habsburg dem Ritter Arnold von Horst für seine treuen Dienste erlaubte, die neben seinem „castrum horst“ (castrum = Burg; in alten Urkunden auch hoirst, hurst und hoerst geschrieben) gelegene Freiheit, die von einer Gräfte umgeben war, weiter zu befestigen und dieser Siedlung im gleichen Zuge Stadtrechte verlieh. Von dieser ehemaligen Freiheit zeugt heute nichts mehr; sie verschwand im Zuge der Industrialisierung bei Bau- und Verkehrsprojekten. Sie lag ungefähr dort, wo heute die Horster Burgstraße verläuft.
In einer Urkunde des Jahres 1295 wurde erstmals ein Hausgeistlicher für Horst erwähnt, wodurch auf die Existenz einer Burgkapelle geschlossen werden kann. Ausgrabungen im Vorburgareal brachten die Erkenntnis, dass diese Kapelle schon im Jahrhundert zuvor existierte, denn die Ausgräber legten 1,5 Meter dicke Fundamente einer Kapelle frei, deren Ursprünge in das 12. Jahrhundert zurückreichten. Die erste Horster Burgkapelle war ein etwa 13 × 15 Meter messender Saalbau mit einem apsidial geschlossenen Chor. Die lichte Weite des Langhauses betrug 6,6 × 4,2 Meter. Eine Urkunde von 1411 nennt ihr Patrozinium Sankt Hippolyt. Die Wahl des Schutzpatrons verdeutlicht die Verbindung der Herren von Horst mit der Pferdewirtschaft, denn Pferdefang und -handel waren lange Zeit ihre Haupteinnahmequelle. Unter dem Chor befand sich ein kryptenartiger Unterbau mit vier Grablegen. Es steht zu vermuten, dass es sich bei den Bestatteten um Mitglieder der Burgherrenfamilie handelte. Im späten Mittelalter wurde die Kapelle umgebaut. Sie erhielt ein Gewölbe, und ihr Chor wurde durch einen größeren polygonalen Bau ersetzt. Zusätzlich kamen Anbauten an der Nordost-Seite hinzu. Vermutlich 1590 wurde die Horster Kapelle zur Pfarrkirche erhoben. Sie bestand im Vorburgareal bis in das Jahr 1753, ehe sie durch die heutige Kirche St. Hippolyt ersetzt wurde.
Ebenso wie die Burgkapelle wurde auch die Burg allmählich ausgebaut. Vielleicht noch im 15. Jahrhundert, spätestens aber in der ersten Hälfte des 16. Jahrhunderts, kamen An- und Zubauten aus Backstein innerhalb der Ringmauer hinzu. Grabungen konnten neben dem auf 19 × 11 Meter erweiterten Wohnturm mit Kloakenanlage einen zweigeschossigen Backsteinbau (16 × 10 Meter), einen Rundturm und einige weitere Bauten im Torbereich der Anlage nachweisen. Um den dafür nötigen Platz zu schaffen, errichtete man einige dieser Gebäude auf Pfahlrosten im Bereich der Burggräfte. Die Dächer der Bauten waren mit Ton- und Schieferschindeln gedeckt. Den Zustand der Burg im 16. Jahrhundert dokumentiert vermutlich ein Relief aus Sandstein, das sich früher eingemauert in der rechten Seite des Restauranteingangs befand.

#### Renaissance-Neubau

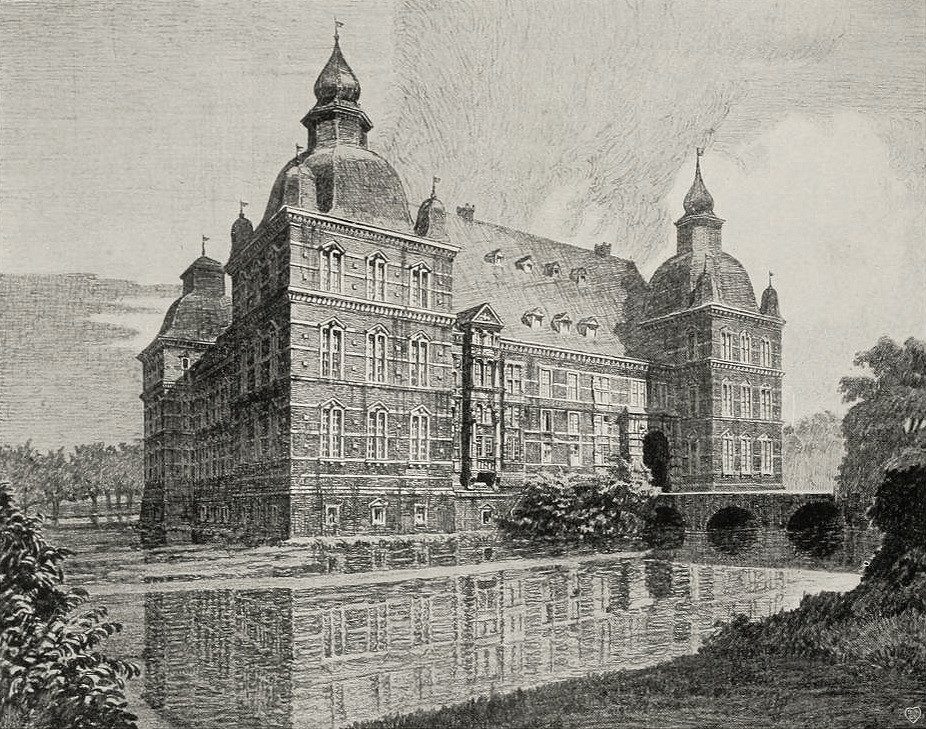
Rekonstruktion des Schlosses zur Zeit der Renaissance

Nachdem Rütger von der Horst neuer Burgbesitzer geworden war, beschrieb er die Anlage 1549 als wüst und von üblem Aussehen („Item so ych myne behusynge gans woste und ungestalt yn myner bestetnyß gehadt“ – „Ebenso habe ich meine Behausung ganz verwahrlost und heruntergekommen in meinen Besitz genommen“). Er ließ bis 1553 Bauarbeiten durchführen, wobei bisher nicht klar ist, ob es sich dabei nur um notwendige Instandsetzungsmaßnahmen oder zugleich auch um Aus- und Umbauten gehandelt hat. Als Burg Horst im Frühjahr 1554 ein weiteres Mal durch ein Feuer zerstört wurde, ließ Rütger sie nicht erneut aufbauen, sondern die Reste der väterlichen Burg niederlegen. Er gab die Errichtung eines Wasserschlosses in Auftrag, das den gehobenen Wohn- und Repräsentationsansprüchen des Vestischen Statthalters genügen sollte. Eine erste Anschubfinanzierung für das kostspielige Bauprojekt bestand aus dem Erbe seiner im Oktober 1554 verstorbenen Schwiegermutter, Elisabeth von Palandt. Die späteren Kosten der aufwändigen und kostbaren Innenausstattung seines Schlosses bestritt Rütger ab 1571 aus den Einnahmen seiner äußerst gewinnbringenden Beteiligung an einer westfriesischen Salz- und Torfkompanie.
Den Fortgang der Arbeiten und die Beteiligten an diesem Neubau dokumentieren die sogenannten Bautagebücher des Rütger von der Horst. Dabei handelt es sich um zwei Rechnungsbücher und ein Bündel von 47 Bauverträgen in niederdeutscher Sprache, die den Zeitraum von 1554 bis 1567 abdecken. Leitender Baumeister war ab spätestens 1558 der Arnheimer Stadtbaumeister Arnt Johannsen to Boecop. Der Bauherr hatte ihn in Arnheim kennengelernt, wo dieser für einen entfernten Verwandten Rütgers, den geldrischen Heerführer Maarten van Rossum, gearbeitet hatte. Nach Johannsens Plänen sollte eine geschlossene Vierflügelanlage errichtet werden, an deren Ecken leicht vorspringende, quadratische Ecktürme mit für jene Zeit ungewöhnlichen Welschen Hauben standen. Drei der vier Seiten sollten von zwei- oder dreigeschossigen Flügeln eingenommen werden, während an der vierten Seite ein niedriger, eingeschossiger Trakt vorgesehen war, um den Schlosshof ausreichend hell zu halten. Zur Ausführung kamen aber schließlich nur ein dreigeschossiger Eingangstrakt im Nordwesten und ein nordöstlich angrenzender Wohnflügel mit zwei Geschossen und Walmdach. Aus dem geplanten mehrgeschossigen Südostflügel wurde letztlich nur ein dreiachsiger Risalit, dessen prachtvoll gestalteter Volutengiebel mit Beschlagwerk verziert und nach flämischen Vorbildern gestaltet war.

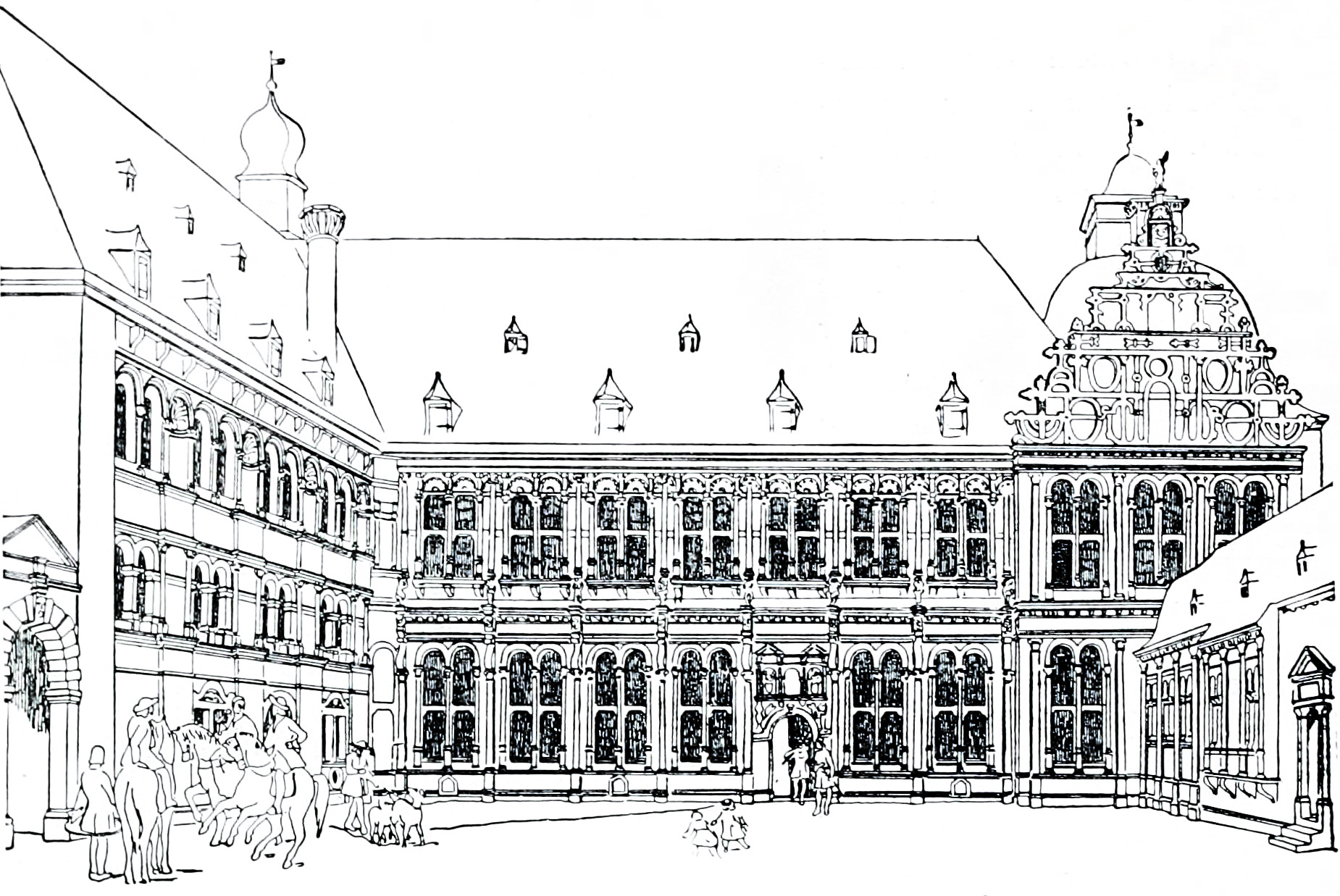
Renaissancezeitliche Hoffassade des Schlosses, Zeichnung von Gustav Greiß

Der 1558 begonnene Nordwestflügel war inklusive einer hofseitigen Galerie 1559 fertiggestellt, davon kündet eine Jahreszahl an der Hoffassade. Die Arbeiten am Wohnflügel begannen bereits 1554 und dauerten bis 1563. In jenem Jahr war dessen Rohbau fertig. 1564 wurde mit der Gestaltung seiner Fassade begonnen, und der Trakt erhielt noch im gleichen Jahr sein Dach. Unstimmigkeiten zwischen dem Bauherrn und Arnt Johannsen hatten zur Folge, dass Rütger von der Horst andere Handwerker immer stärker in die Planung seines Schlosses einbezog und der Arnheimer die Baustelle schließlich im Jahr 1567 verließ. Einen Teil von dessen Aufgaben hatte seit 1563/64 der aus Wesel stammende Laurenz von Brachum übernommen, der am 23. September 1558 als Steinhauer auf der Horster Baustelle begonnen hatte. Er zeichnete für die endgültige Gestaltung der Hoffassaden und des Prunkgiebels am Nordosttrakt verantwortlich. Weitere Werke von Brachums waren die Gestaltung von Haus Geist, Haus Assen und Schloss Hovestadt. Bei den Arbeiten am bauplastischen Schmuck des Schlosses, der stark vom Stil des niederländischen Manierismus beeinflusst war, wurde von Brachum von dem aus Kalkar stammenden Heinrich Vernukken und seinem Sohn Wilhelm unterstützt. Sie zeichneten nicht nur für den figürlichen Schmuck, Wappendarstellungen und Inschriften verantwortlich, sondern waren auch mit der Gestaltung der Innenräume beauftragt. Wilhelm Vernukken beteiligte sich auch an Arbeiten zur Fassadengestaltung. So stammt der noch erhaltene Erker an der Straßenseite des Eingangsflügels von ihm. Auf die üppige Ausgestaltung der plastischen Dekorationen und Friese durch unzählige detailreiche, sich nie wiederholende Ornamente und Reliefs geht der kunsthistorische Begriff der Lipperenaissance zurück. Die schmuckreiche Bauskulptur und -ornamentik Horsts wird seit den 1920er Jahren als „Steinerner Schatz“ bezeichnet.
1567 war der Außenbau der beiden ersten Schlossflügel fertig. Frühere Publikationen gaben an, dass die übrigen, jüngeren Gebäudetrakte deshalb ein anderes Aussehen besaßen, weil sie unter der Leitung des Franzosen Joist de la Cour errichtet worden seien. Die Bautagebücher geben aber keine Anhaltspunkte für diese Vermutung, denn laut den zeitgenössischen Akten war de la Cour seit 1563 lediglich mit Malerarbeiten betraut. Die Innenräume besaßen eine aufwändige farbliche Gestaltung. Bei Restaurierungsarbeiten wurden in mehreren Zimmern Reste figürlicher und ornamentaler Malerei entdeckt, und für den Rittersaal ist ein großes Historiengemälde auf Leinwand verbürgt. Bis 1570 waren auch die beiden übrigen Trakte der Anlage vollendet. Die Arbeiten im Inneren des Schlosses dauerten noch bis 1573.
Im Zuge des Neubaus plante Rütger von der Horst auch die Umgestaltung des Vorburgareals, was jedoch am Widerstand der Kirche scheiterte.

#### Neuzeit bis Gegenwart

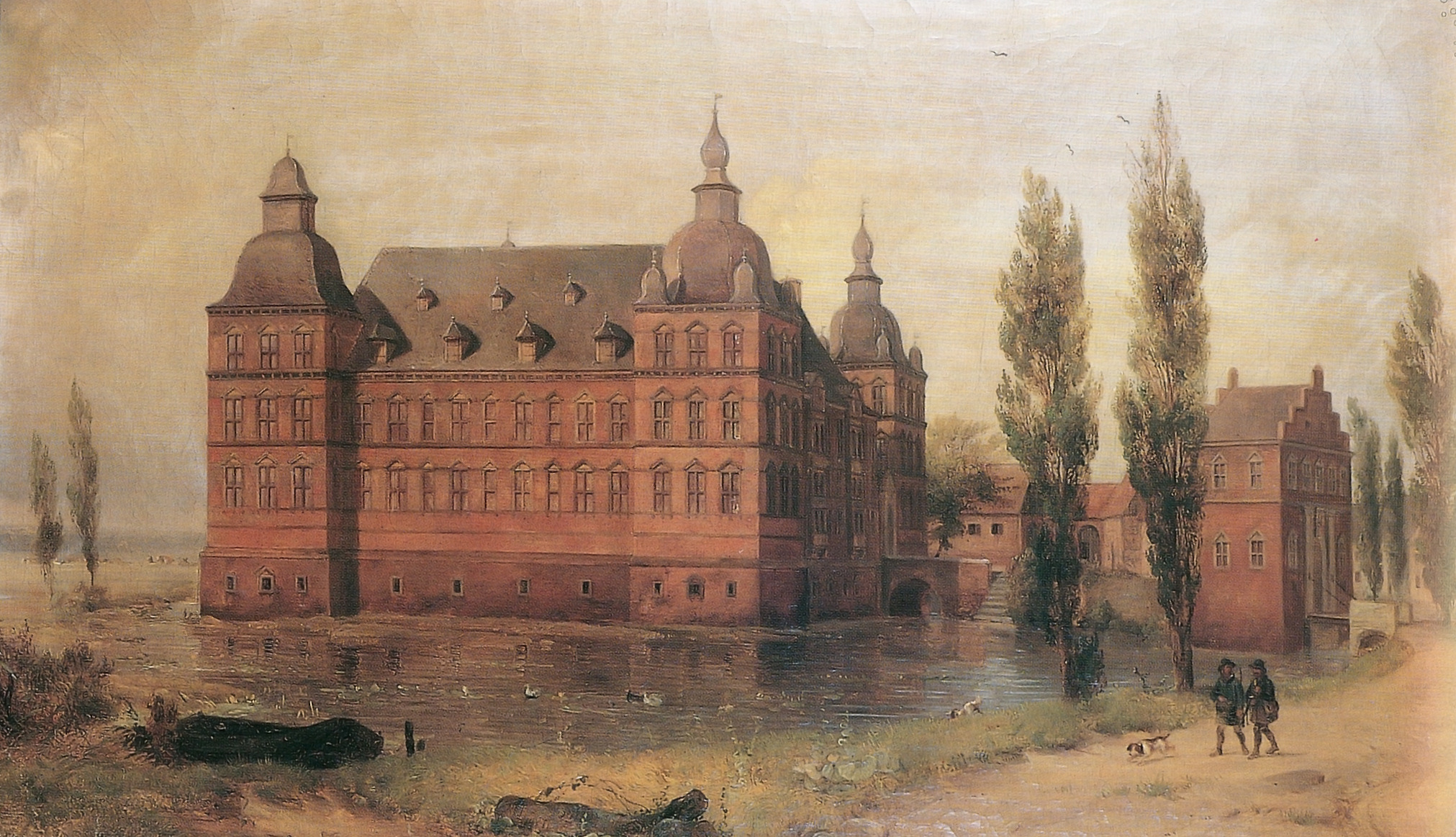
Schloss Horst auf einem Ölgemälde von Adolf Höninghaus aus dem Jahr 1842; es repräsentiert jedoch nicht den damaligen Bauzustand, denn das Bild zeigt den schon zwölf Jahre zuvor eingestürzten Westturm als noch intakt.

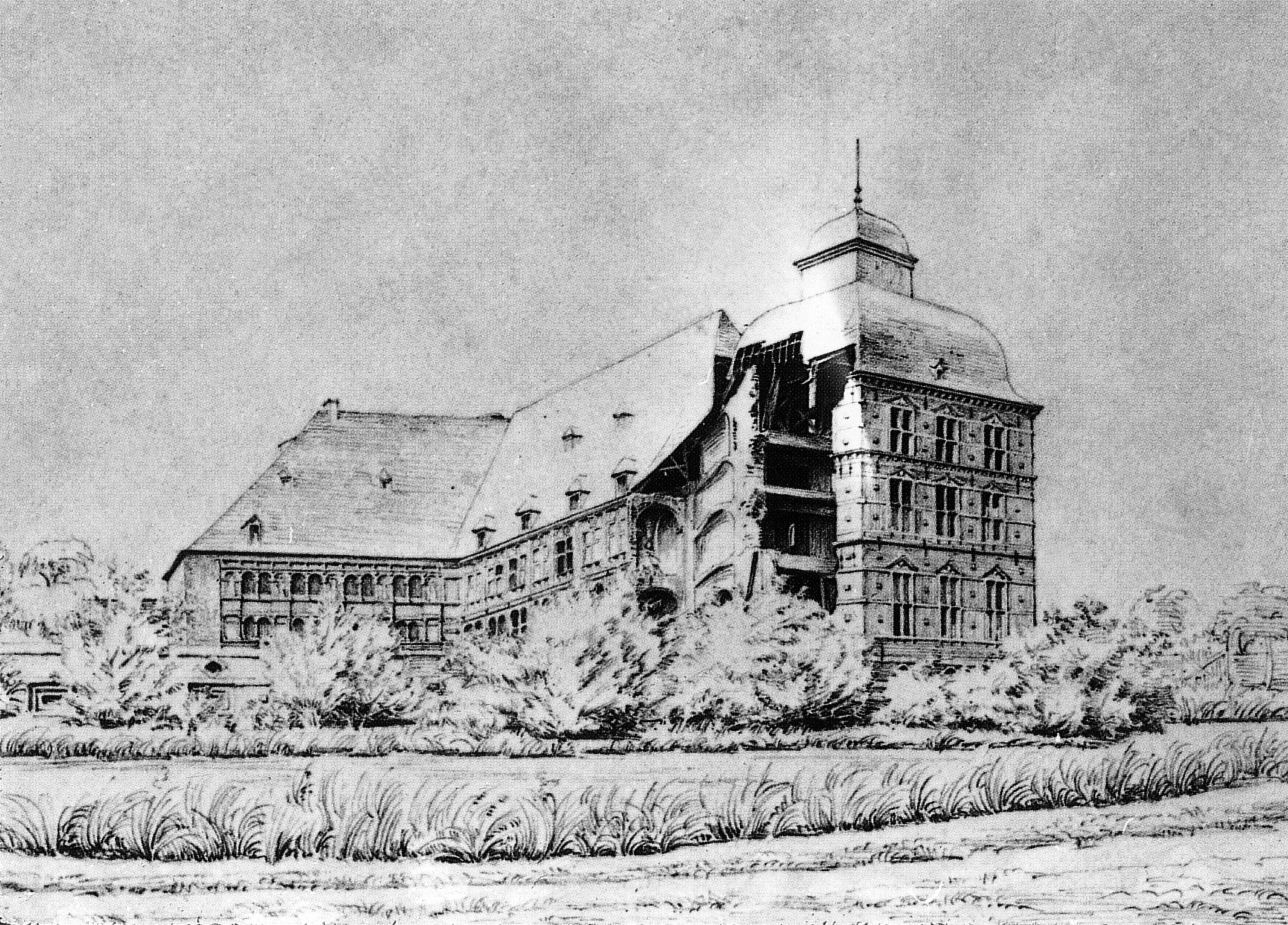
Schloss Horst 1850 kurz nach dem Einsturz des Prachtgiebels am Ostturm, Zeichnung von Gustav Greiß

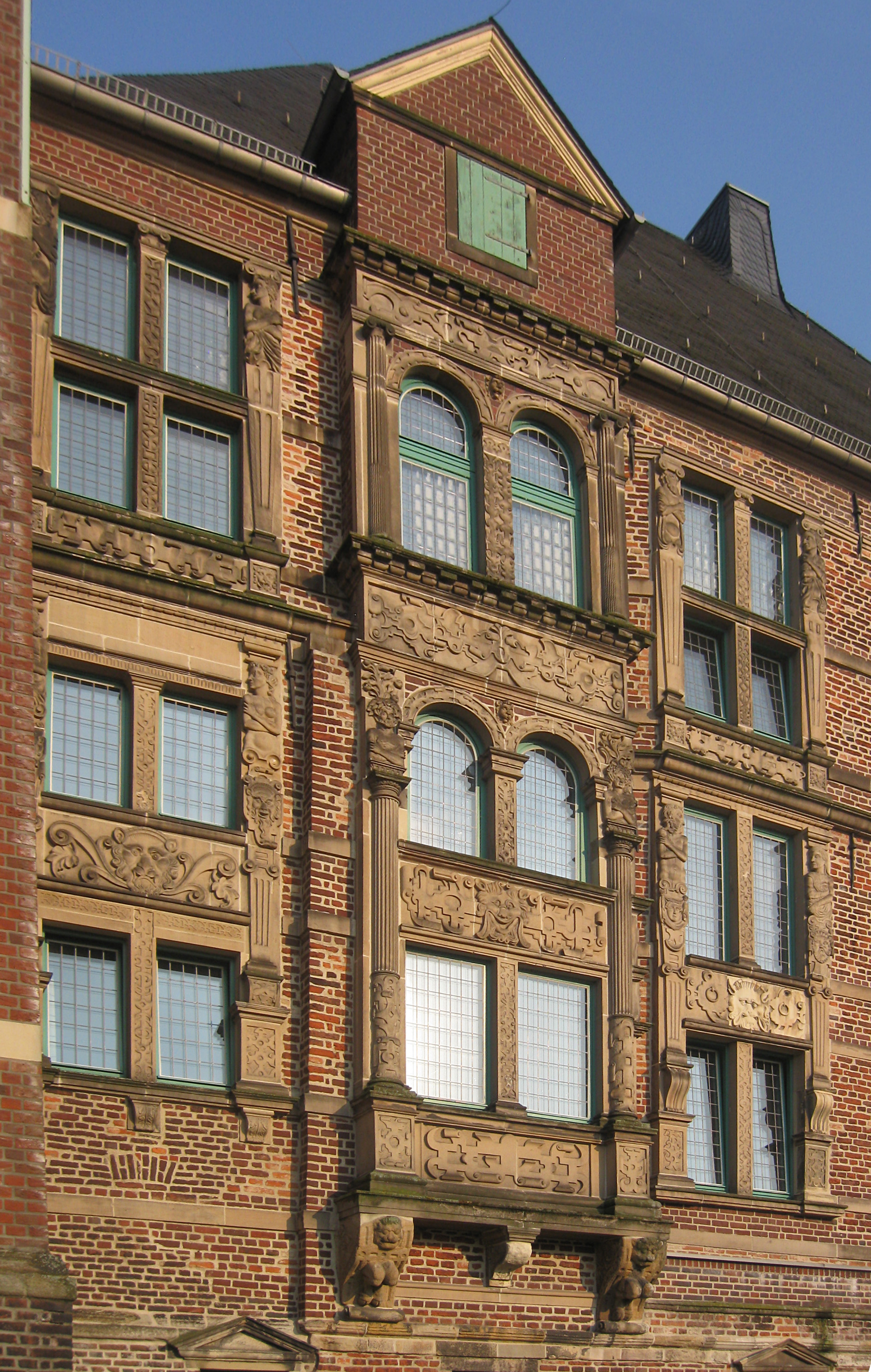
Der Erker des Eingangsflügels von Wilhelm Vernukken

Schon früh gab es Anzeichen für einen Verfall der Bausubstanz, was vor allem an dem statisch ungeeigneten Baugrund in der einstigen Gräfte der Vorgängeranlage sowie einer unzureichenden Fundamentierung des Schlossbaus lag. Nach dem Erwerb der Anlage ließen die Freiherren von Fürstenberg in der Zeit von 1706 bis 1721 umfangreiche Reparatur- und Sanierungsarbeiten vornehmen; einen Großteil davon wegen akuter Einsturzgefahr. Dabei wurde zum Beispiel 1711/12 die Hoffassade des Herrenhausflügels zum Teil abgebrochen und neu aufgeführt. Weitere Arbeiten umfassten unter anderem 1716 die Ausbesserung des Fundaments sowie den Teilabriss und Wiederaufbau der oberen Partie des nördlichen Eckturms im Jahr 1721. Doch trotz aller Bemühungen konnten die Besitzer den allmählichen Verfall der Anlage nicht verhindern. 1828 wurde das Torgebäude niedergelegt. Der Essener Architekt Heinrich Johann Freyse war 1828/29 mit Reparaturen am verwahrlosten Schloss beauftragt und sollte es gleichzeitig im damals üblichen Zeitgeschmack umbauen. Freyse plante, das Schloss zu einer dreiflügeligen Anlage im Stil des Klassizismus umzugestalten. Seine Pläne sahen dabei auch die vollständige Entfernung des renaissancezeitlichen Fassadenschmucks vor, doch das Vorhaben wurde nie in die Tat umgesetzt. Kurz vor 1830 stürzte der Westturm ein und riss einen Teil des Nordwest-Flügels mit sich. Der Trakt wurde daraufhin verkürzt, indem man die gesamte Tordurchfahrt wegnahm. Die Reste des Turms wurden im Zuge der Arbeiten anschließend wohl ganz beseitigt. Im Frühjahr 1833 fiel dann der Nordturm in sich zusammen und wurde anschließend bis auf das Kellergeschoss niedergelegt. Heiligabend 1843 folgte der Einsturz des Südturms. Etwa zu dieser Zeit wurden auch die beiden niedrigen Schlossflügel an der Südost- und Südwest-Seite abgerissen. Noch vor 1850 verlor der Vernukken-Erker an der Eingangsfront seinen ursprünglichen Giebel, als im Dachgeschoss des Flügels Taubenschläge untergebracht werden sollten und zu diesem Zweck sämtliche Fensteröffnungen des Stockwerks verschlossen wurden. Bei den Abrissarbeiten war die Fürstenberg-Familie immer darauf bedacht, den noch vorhandenen, wertvollen Bauschmuck zu retten, und so wurde dieser größtenteils sorgfältig aufbewahrt und bis 1925 in einem eigens dafür errichteten Schuppen gelagert. Dem Umstand, dass König Friedrich Wilhelm IV. von Preußen sich Mitte des 19. Jahrhunderts mit dem Gedanken trug, den Horster Hausteinschmuck zu kaufen, verdankt die Bauforschung 23 der wenigen bildlichen Darstellungen des Schlosses, die sogenannten Potsdamer Blätter. Sie stammen aus der Feder des Frankfurter Architekturzeichners Karl Gustav Greiß, der mit einer Bestandsaufnahme beauftragt worden war. Weil die zwischen 1848 und 1851 geführten Verhandlungen über den Verkauf der Fassadendekorationen aber erfolglos verliefen, blieb der „Steinerne Schatz“ in Horst.
Auf Anordnung des preußischen Regierungspräsidiums in Münster mussten 1853/54 der östliche Turm mit seinen bis zu 2,2 Meter dicken Mauern und der sich anschließende Wohnflügel abgebrochen werden. Auch die landwirtschaftlich genutzte Vorburg wurde noch im 19. Jahrhundert zum Teil niedergelegt, sodass schließlich nur noch der Eingangsflügel und ein Ansatz des ehemaligen Wohnflügels mitsamt Fundamenten des dazugehörigen Eckturms erhalten blieben. Diese Teile von Schloss Horst wurden von 1924 bis 1930 zu einer Volkserholungsstätte umgestaltet. Dazu wurde das im 19. Jahrhundert zur Sicherung des Baubestands verfüllte Sockelgeschoss des Herrenhausflügels wieder freigelegt und in den Gewölbekellern nach Plänen des Architekten Paul Sültenfuß eine Gastronomie eingerichtet. Neben weiteren Umbauten im Inneren gehörte dazu auch die Errichtung eines Anbaus im Winkel der beiden noch erhaltenen Schlosstrakte. Die ehemalige Schlossküche im Eingangsflügel diente als kleines Museum, in dem der „Steinerne Schatz“ ausgestellt wurde. Zeitgleich erfuhr der Schlosspark eine Umgestaltung zu einem Landschaftsgarten im englischen Stil und wurde für den Publikumsverkehr geöffnet. Der großflächige Hausteich war bei den Umgestaltungsarbeiten zu einer geometrischen Gräfte verändert worden, die das Schloss an drei Seiten umgab. Heute ist sie nur noch als Rasensenke erkennbar.
Dem Restaurant folgte ab 1976 eine Diskothek, jedoch trug keiner der Nutzer zum Erhalt der historischen Bausubstanz bei. Folge war ihr zunehmender Verfall. Schon in der Zeit von 1962 bis 1967 waren mit Unterstützung des Landeskonservators erstmals Restaurierungen an der Straßenfassade des Eingangsflügels erfolgt. Dabei war fast der gesamte bauplastische Schmuck aus Baumberger Sandstein durch Rekonstruktionen aus dem unempfindlicheren Wrexener Sandstein ausgetauscht worden. Nur wenige Originale waren noch so gut erhalten, dass sie nicht ersetzt, sondern erneuert wurden. Die Arbeiten konnten dem weiteren Niedergang der Anlage aber nur geringfügig entgegenwirken. 1984 erfolgte die konservatorische Behandlung der hofseitigen Fassade des Eingangsflügels, um deren erheblichen Steinzerfall Einhalt zu gebieten.
Auf Betreiben des 1985 gegründeten „Fördervereins Schloss Horst“ kaufte die Stadt Gelsenkirchen die Anlage mit finanzieller Unterstützung des Landes Nordrhein-Westfalen im Jahr 1988, um sie vor dem endgültigen Ruin zu retten. Zunächst plante sie, alle drei Gelsenkirchener Standesämter im Schloss zusammenzulegen, und sah dafür eine vollständige Umgestaltung des Inneren vor, um dort viele städtische Diensträume unterzubringen, wie auch ein neues Treppenhaus und einen Aufzug im Eingangsflügel. Diese Pläne wurden aber nicht umgesetzt. Zunächst fanden anstatt dessen ab Frühjahr 1990 unter der Federführung des Westfälischen Museums für Archäologie, der Behörde für Bodendenkmalpflege des Landschaftsverbands Westfalen-Lippe, systematische Ausgrabungen auf dem Schlossareal und im Bereich der Vorburg statt. Sie förderten nicht nur zahlreiche Grabungsfunde zutage, sondern brachten auch neue Erkenntnisse über die Baugeschichte der Anlage. So fanden die Ausgräber die Bauspuren der Vorgängeranlage und ein ausgeklügeltes Ver- und Entsorgungssystem, bestehend aus Zisterne, Brunnen und zahlreichen, teilweise mehrzügigen Kloakenschächten und -schütten. 1992 erfolgte auf Vorschlag des Fördervereins die Ausschreibung eines Architekturwettbewerbs, nach dessen Gewinnerentwurf des Frankfurter Architekten Jochem Jourdan das Schloss von 1994 bis 1999 restauriert und unter Einbezug noch vorhandener, historischer Bauelemente zum Teil wiederaufgebaut wurde. Im Zuge der von der nordrhein-westfälischen Landesregierung finanziell unterstützten, rund 25 Millionen DM Bauarbeiten wurden dabei auch An- und Zubauten des 20. Jahrhunderts wieder entfernt.

### Heutige Nutzung
Das Schloss Horst dient heute als Kulturzentrum und Standesamt der Stadt Gelsenkirchen. Außerdem ist dort seit 1995 die Bezirksverwaltung Gelsenkirchen-West beheimatet. Das Erkerzimmer wird unter anderem von der örtlichen Schuldnerberatung genutzt. Im Kellergeschoss des Schlosses hat ein Restaurant sein Domizil, während das restaurierte Kaminzimmer des Eingangsflügels, das seit dem 17. Jahrhundert als Schlossküche diente, heute als Trausaal genutzt wird. Der überdachte Innenhof der Anlage kann für Veranstaltungen angemietet werden und dient als Ort für Wechselausstellungen. Die Dauerausstellung des Schlossmuseums ist in den Gängen, im Sockelgeschoss des Südturms sowie im wiederaufgebauten Obergeschoss des Herrenhausflügels untergebracht. Sie zeigt neben Teilen des durch die Freiherren von Fürstenberg geretteten Fassadenschmucks Stücke der bauplastischen Dekoration von Portalen und Kaminen sowie die auf dem Schlossareal gemachten Grabungsfunde. Gemeinsam mit weiteren Exponaten dokumentiert die Ausstellung das Leben und Arbeiten im Zeitalter der Renaissance, wobei ein besonderes Augenmerk auf dem Betrieb der Großbaustelle für den Horster Schlossbau liegt. Einmal im Monat können Schloss Horst und sein Museum im Rahmen einer öffentlichen, kostenlosen Führung besichtigt werden.
Die Vorburggebäude aus dem Jahr 1856 werden nach vierjährigen Umbau- und Sanierungsarbeiten seit 2013 als Bürgerzentrum und Stadtteilbibliothek genutzt. Außerdem befindet sich dort ein kleines Druckereimuseum.

## Beschreibung

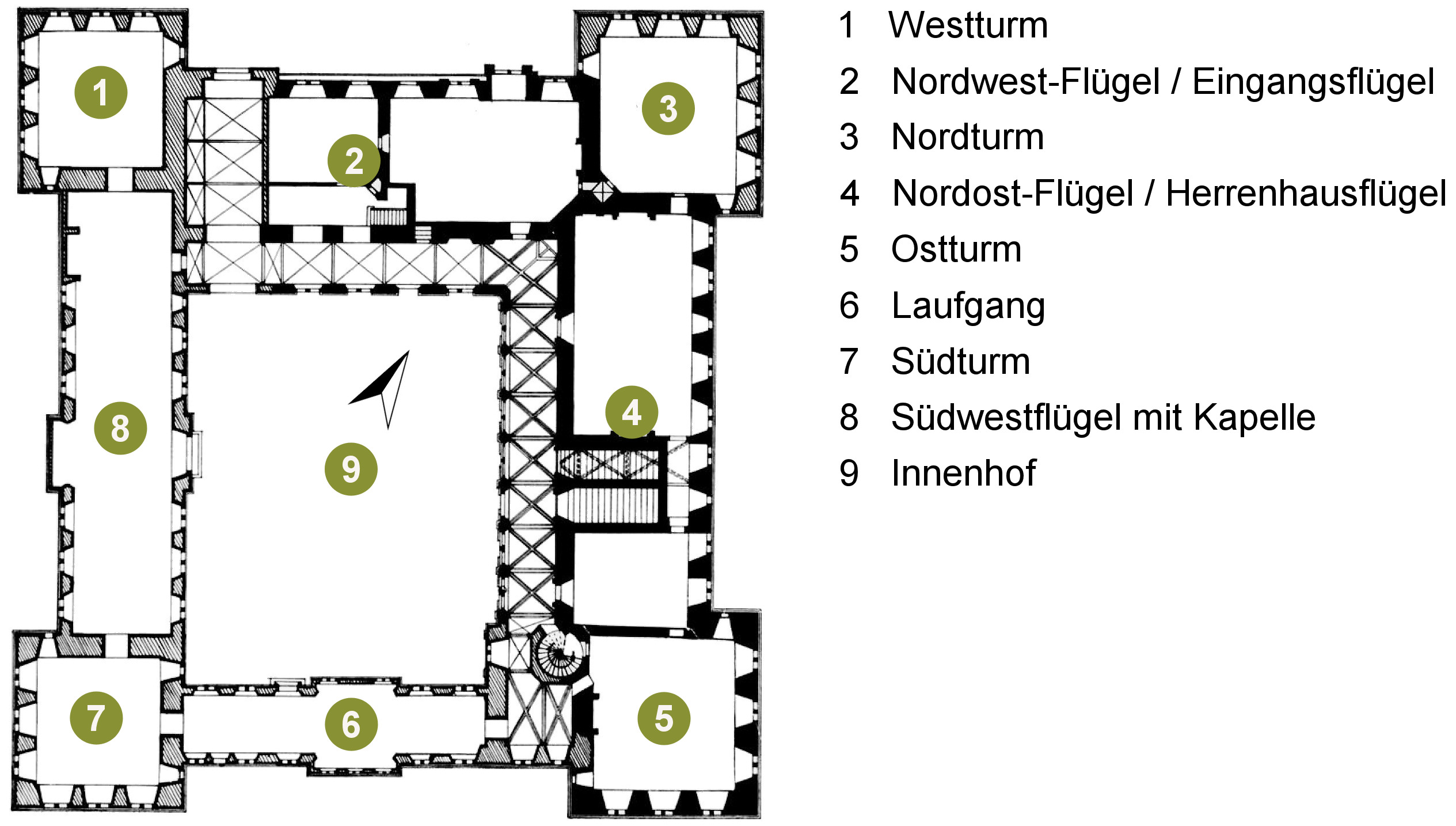
Grundriss des Schlosses mit dem Zustand von etwa 1850; niedergelegtes Mauerwerk ist schraffiert

### Das Schloss zur Zeit der Renaissance
Horst war eine Vierflügelanlage mit einer Seitenlänge von etwa 53 Metern. Ihre vier Ecken wurden durch quadratische Pavillontürme markiert, die leicht aus der Mauerflucht hervortraten. Der nordwestliche Eingangsflügel mit einem aufwändig gestalteten Portal besaß drei Geschosse. Der sich ihm anschließende sogenannte Herrenhausflügel besaß zwar nur zwei Stockwerke, war jedoch genauso hoch wie der Eingangstrakt. Obwohl noch ein dritter großer Schlossflügel geplant war, kam dieser nicht mehr zur Ausführung, sodass die beiden übrigen Seiten der Anlage von niedrigen, eingeschossigen Trakten gebildet wurden. Der südöstliche von ihnen war ein zum Hof hin offener Laufgang mit schiefergedecktem Dach, während sich im südwestlichen Flügel die Schlosskapelle befand. Als Baumaterial dienten Backstein und Sandstein, der aus den Baumbergen stammte. Für das Mauerwerk kam der rote Ziegel zum Einsatz, während Tür- und Fenstergewände sowie Friese und Gesimse aus hellem Haustein bestanden. Im Gegensatz zum heutigen Zustand war Schloss Horst nach seinem Bau vollständig weiß verputzt. Dazu im Kontrast standen die größtenteils vergoldeten Hausteinelemente sowie die schwarz bemalten Gesimse und Gewände in grüner Farbe. Pilaster und Säulen an der hofseitigen Fassade besaßen zum Teil eine Bemalung, die Marmor als Material vortäuschte. Auch im Inneren herrschte eine bunte Farbenfrohheit. Decken und Wände waren kunstvoll ausgemalt und komplettierten die prächtige Innenausstattung aus Schlachten- und Puttenfriesen sowie aufwändig gestalteten Portalgewänden und Kaminaufsätzen.
Die Gesamtanlage war von einer sehr breiten aber nur recht flachen Gräfte umgeben, die zumindest im Osten von einer 3,5 Meter breiten Berme begleitet wurde. Das Gräftensystem wurde durch die Emscher gespeist, deren Hauptlauf bis zum 19. Jahrhundert das Gelände nördlich und westlich umfloss. Das Hauptschloss lag auf einer eigenen Insel, der im Nordosten eine Vorburg vorgelagert war. Hauptinsel und Vorburginsel waren durch eine dreibogige Steinbrücke miteinander verbunden. Von außen konnte die Schlossanlage nur über eine Zugbrücke am Torhaus der Vorburg betreten werden.

### Heutiger Zustand

#### Äußeres

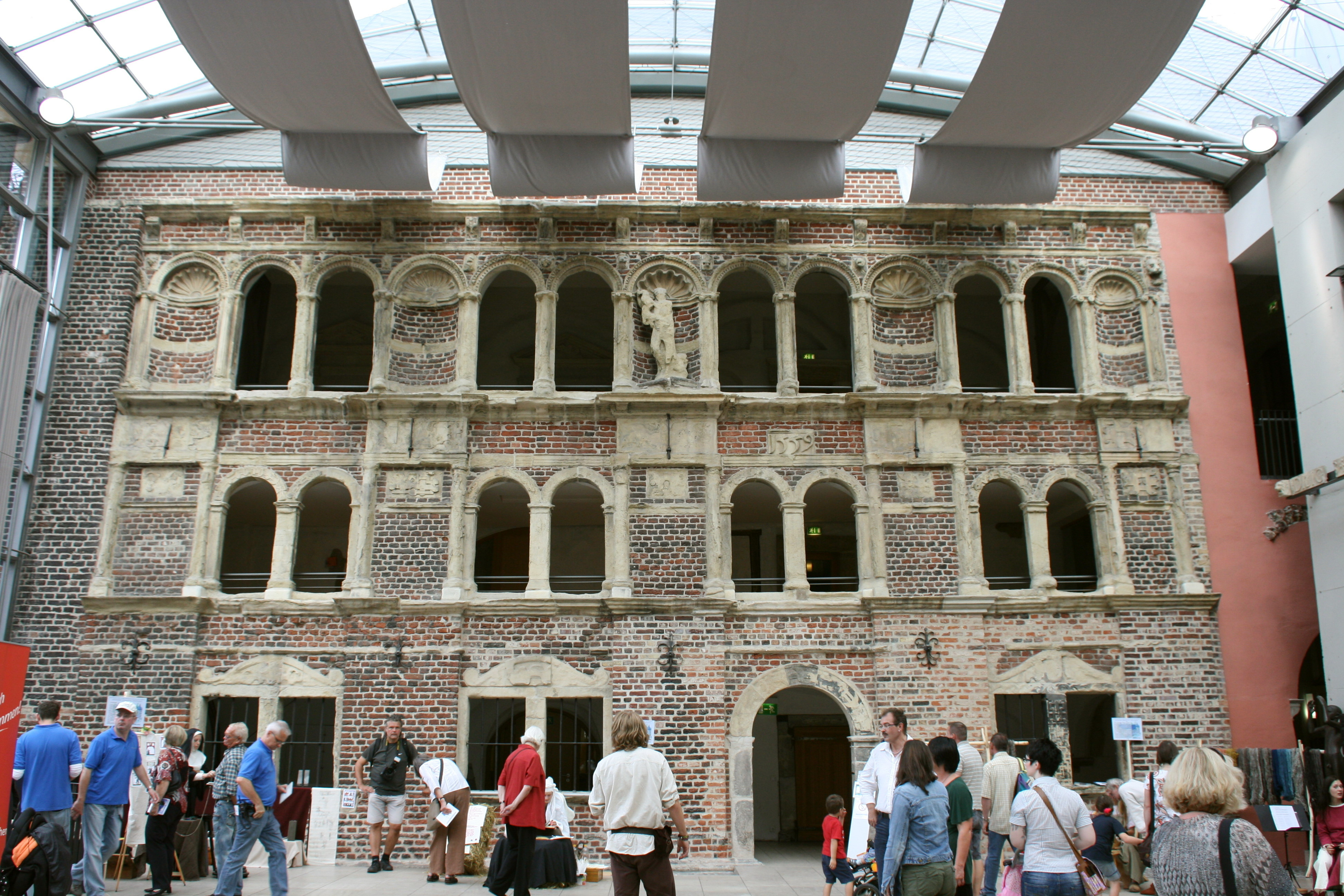
Hoffassade des Eingangsflügels

Im Gegensatz zu älteren Veröffentlichungen zeigten Ausgrabungen in den 1990er Jahren, dass Schloss Horst keine Pfahlrostgründung ist, sondern nur auf mehreren Lagen grob zugehauener Sandsteine ruht. Diese ungenügende Fundamentierung ist der Hauptgrund dafür, dass von der einst großen Anlage heute nur noch wenige Partien im Original erhalten sind. Dazu zählen die Keller mit Kreuzgewölbe aller vier Schlossflügel – mit Ausnahme der Kellergeschosse von West- und Ostturm – sowie der Eingangstrakt im Nordwesten und der sogenannte Rittersaal mit renaissancezeitlichen Kreuzstockfenstern im wiederaufgebauten nordöstlichen Flügel. Der die beiden Trakte verbindende Nordturm wurde in den 1990er Jahren mit den Maßen seines Vorgängers neu aufgeführt und greift mit seinem schlichten Sandsteingesims die horizontale Gliederung der beiden anstoßenden Gebäudeflügel auf. Alle übrigen Ecktürme der Schlossanlage wurden bis auf Höhe des Hofniveaus wieder aufgemauert, um Besuchern den Grundriss und die Dimensionen der Renaissance-Anlage zu verdeutlichen. Umgeben ist diese heute mit einem Trockengraben aus dem 20. Jahrhundert.
Schloss Horst besitzt außergewöhnlich hohe Dächer. Das Gebäude ist – gemessen an der Außenseite – inklusive des Kellergeschosses rund 24 Meter hoch, wovon zwölf Meter auf die Dachkonstruktion entfallen. Auffälligstes Merkmal der Eingangsfassade ist der geschossübergreifende Erker. Er ruht auf Bocksfüßlerkonsolen und besitzt reichen Hausteinschmuck in Form von Karyatiden, Kartuschen und Rollwerk. Da jedoch Baumberger Sandstein recht wetterunbeständig ist, sind diese Dekorelemente fast alle nicht mehr original, sondern Rekonstruktionen aus der ersten Hälfte der 1960er Jahre, die den seinerzeit verwitterten Originalen nachempfunden wurden. Die Fassade ist durch zwei profilierte Hausteingesimse horizontal gegliedert, gibt jedoch nicht die Anzahl der im Bau vorhandenen Stockwerke wieder. Der dreigeschossige Flügel beherbergte in der obersten Etage die herrschaftlichen Schlafzimmer, während das niedrigere Zwischengeschoss auf der ersten Etage der Dienerschaft vorbehalten war. Im Erdgeschoss befand sich unter anderem die Küche. Portal und Fenster an der Außenseite des Sockelgeschosses gehören nicht zur originalen Bausubstanz, sondern wurden anlässlich des Umbaus zur Gastronomie ausgebrochen. Neben dem Eingangsflügel findet sich ein freistehender Torbogen aus Rustikaquadern, der ein letztes Relikt des ehemaligen Torbaus ist. An ihm finden sich noch Reste der einstigen Bauornamentik. Zum Tor führt heute eine moderne Rampe hinauf, unter der die Pfeilerstümpfe der früheren Schlossbrücke zu sehen sind. Sie wurden – ebenso wie ein Teil der einstigen Befestigungsmauer der Vorburg – bei Grabungen im 20. Jahrhundert freigelegt.

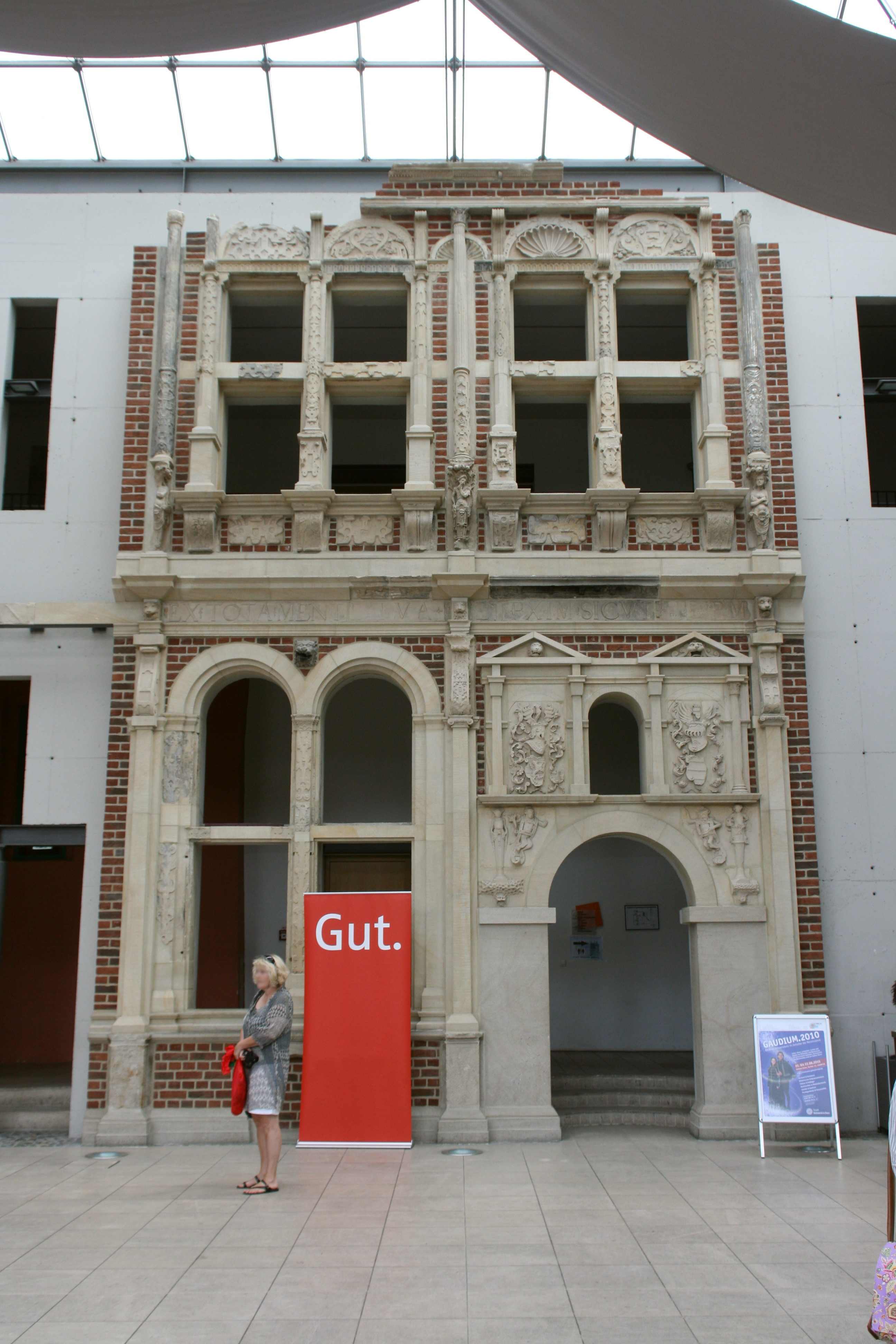
Teilrekonstruierte Hoffassade des Herrenhausflügels

Ein Großteil des ehemaligen Innenhofs ist heute durch eine Glashalle überspannt. Sie dient unter anderem zum Schutz der durch Emissionen stark in Mitleidenschaft gezogenen Hoffassade des Nordwestflügels. Deren profilierte Gesimse scheiden die drei Stockwerke des Flügels. Im Erdgeschoss ist jeweils ein Paar von viereckigen Fenstern von einem gemeinsamen Flachgiebel bekrönt. Dazwischen finden sich stark verkröpfte, schmucklose Pilaster. Im ersten und zweiten Obergeschoss besitzt das Gebäude gekuppelte Bogenfenster. Zwischen jenen der ersten Etage finden sich toskanische Säulen, die reich mit Bandelwerk geschmückt sind und ein breites Gebälkstück tragen. Im obersten Geschoss werden die Rundbogenfenster von ionischen Säulen flankiert und wechseln sich mit Figurennischen ab, von denen durch die Verkürzung des Flügels im 19. Jahrhundert nur noch fünf von einst sieben Nischen übrig sind. Die Skulpturen darin stellten die sieben Planeten dar. Heute ist nur noch die stark verwitterte, 1,5 Meter Statue des Saturn erhalten. Den oberen Abschluss der Fassade bildet ein reich geschmücktes Konsolengesims.
Die hofseitige Fassade des Nordostflügels war ungleich prächtiger gestaltet, fiel aber Abrissarbeiten in der Mitte des 19. Jahrhunderts zum Opfer. Da zahlreiche Teile des Fassadenschmucks jedoch vor dem endgültigen Untergang bewahrt wurden, konnten zwei Abschnitte der Hoffassade rekonstruiert werden. Dabei wurden die Neuteile durch ausgenommene Schlichtheit gegenüber den üppigen Originalen gekennzeichnet. Die Nachbildung zeigt das rundbogige Hauptportal mit den darüberliegenden Wappen Rütger von der Horsts und seiner Frau Anna von Palandt. Diese werden flankiert von korinthischen Säulen, die einen flachen Dreiecksgiebel mit Löwenkopf im Giebelfeld tragen. Die Zwickelfelder rechts und links des Portals weisen Hermen und in Rollwerk gewickelte Satyrn auf. Die zwei Geschosse des Flügels wurden durch ein profiliertes Gesims gut sichtbar voneinander abgegrenzt. Direkt unter diesem Sims verläuft ein steinernes Band mit der Inschrift „EX TOTA MENTE TUA | ET PXIM SICVT [TE I]PM …“. Sie bezieht sich auf ein alttestamentliches Zitat mit einem Zusatz aus dem Neuen Testament, das in voller Länge mit „Du sollst den Herrn, deinen Gott, lieben von ganzem Herzen und mit ganzer Seele und deinen Nächsten wie dich selbst“ übersetzt werden kann. Die Fassadenachsen sind im Erdgeschoss durch ionische Pilaster voneinander getrennt, während diese Funktion im Obergeschoss auf Skulpturen fußende korinthische Säulen wahrnehmen.

#### Innenausstattung
Von der reichen Ausstattung der Innenräume ist im Laufe der Jahre durch Abriss sowie Umbauten viel verloren gegangen, aber die erhaltenen Dekorationen und Ausstattungsstücke lassen etwas von der einstigen üppigen Pracht im Inneren des Schlosses erahnen. Dazu gehört der aus dem 16. Jahrhundert stammende Auferstehungskamin in dem nach ihm benannten Kaminzimmer, das sich im Erdgeschoss des Eingangsflügels befindet. Er trägt seinen Namen nach der szenischen Darstellung auf seinem Frontsturz: der Vision Ezechiels von der Auferstehung der Toten am Jüngsten Tag. Im darüberliegenden Erkerzimmer steht der sogenannte Diana-Kamin, eine Teilrekonstruktion aus erhaltenen Originalfragmenten. Sein Name rührt von seinem Frontrelief, das die Bestrafung der schwangeren Nymphe Kallisto durch Diana darstellt.
Zu den weiteren Beispielen für das aufwändige und kostbare Innendekor, die noch als Original erhalten sind, zählt das Rustika-Portal des Kaminzimmers sowie das ornamental gestaltete Gewände eines Nebeneingangs des Rittersaals. Dieser ist der einzige Raum des früheren Herrenhausflügels, der Mitte des 19. Jahrhunderts nicht abgerissen wurde. Durch die Jahreszahl an seinem Hauptportal kann er auf das Jahr 1566 datiert werden. Im Boden des Saals findet sich eine Gesindetreppe in das Geschoss darunter. Sie war die Verbindung zur ehemaligen Schlossküche und folgte Vorbildern aus der italienischen Palazzo-Architektur. An beiden Stirnseiten des großen Raums standen früher Kamine, von denen einer unter Verwendung von Fragmenten des sogenannten Historienkamins teilrekonstruiert wurde. Sein Frontsturzrelief zeigt die Schlacht an der Milvischen Brücke.
Die für ihre Bauzeit neuartigen Galeriegänge an der Hofseite des Eingangsflügels besitzen Kreuzgewölbedecken. Bei jenem im Erdgeschoss handelt es sich um ein Kreuzgratgewölbe, während die Galerie im ersten Stockwerk mit einem Kreuzrippengewölbe ausgestattet ist. Dieses ist mit ornamentaler und figürlicher Malerei im Schwarz-, Beige- und Grautönen verziert, die noch aus der Errichtungszeit stammt. Allerdings ist derzeit nur ein restauriertes Teilstück für den Besucher sichtbar; der Rest der Bemalung wartet unter Gipskarton auf seine Instandsetzung.

## Kunsthistorische Einordnung
Trotz enormer Verluste an der Bausubstanz durch Verfall und Abbruch ist Schloss Horst heute noch der wichtigste Renaissancebau des Ruhrgebiets und einer der bedeutendsten Renaissancebauten Westfalens. Die Großzügigkeit der Anlage, seine Regelmäßigkeit und die Qualität der Ausführung machten es zum Vorreiter einer neuen Form der adeligen Architektur, die weit über die Grenzen Westfalens hinaus Nachahmer fand. Sein architektonisches Konzept war für die damalige Zeit revolutionär. Es mischte Einflüsse französischer Vorbilder mit Zutaten aus der italienischen Palazzo-Architektur. So besaß der Horster Neubau – eine geschlossene Vierflügelanlage mit vorgeschobenen Pavillontürmen an den Ecken – große Ähnlichkeiten mit den Grundrissen der Schlösser Ancy-le-Franc und Écouen. Bei der Innenarchitektur folgte man in vielen Dingen der Ausgestaltung wie sie in italienischen Palazzi üblich war. Dazu zählten zum Beispiel die hofseitigen Galerien und das in den Baukörper integrierte zentrale Treppenhaus. Horst war die erste Anlage in Westfalen, bei der eine strenge Unterscheidung von öffentlichen Verkehrsflächen und Privaträumen vorgenommen wurde, indem man Galerien zur Erschließung der einzelnen Räume nutzte. Durch das repräsentative und großzügige Treppenhaus mit seiner neuartigen zweiläufigen Treppe, die aus geraden Stufenbahnen und einem Umkehrpodest bestand, konnte man auf einen bis dahin üblichen, der Fassade vorgelagerten Treppenturm verzichten.
Die Horster Bauskulptur war sowohl an Quantität als auch an Qualität beeindruckend. Das durch den niederländischen Manierismus beeinflusste bauplastische Hausteindekor, das heute als „Steinerner Schatz“ bezeichnet wird, war für den Schlossbau des 16. Jahrhunderts geradezu verschwenderisch und gilt als Bindeglied zwischen niederländischer Baukunst und der Architektur im Wesergebiet. All diese Merkmale veranlassten den Kunsthistoriker Richard Klapheck dazu, den Begriff der Lipperenaissance zu prägen, für den Schloss Horst nicht nur Pate stand, sondern auch als „Schlüsselbauwerk“ gilt.

### Der „Steinerne Schatz“

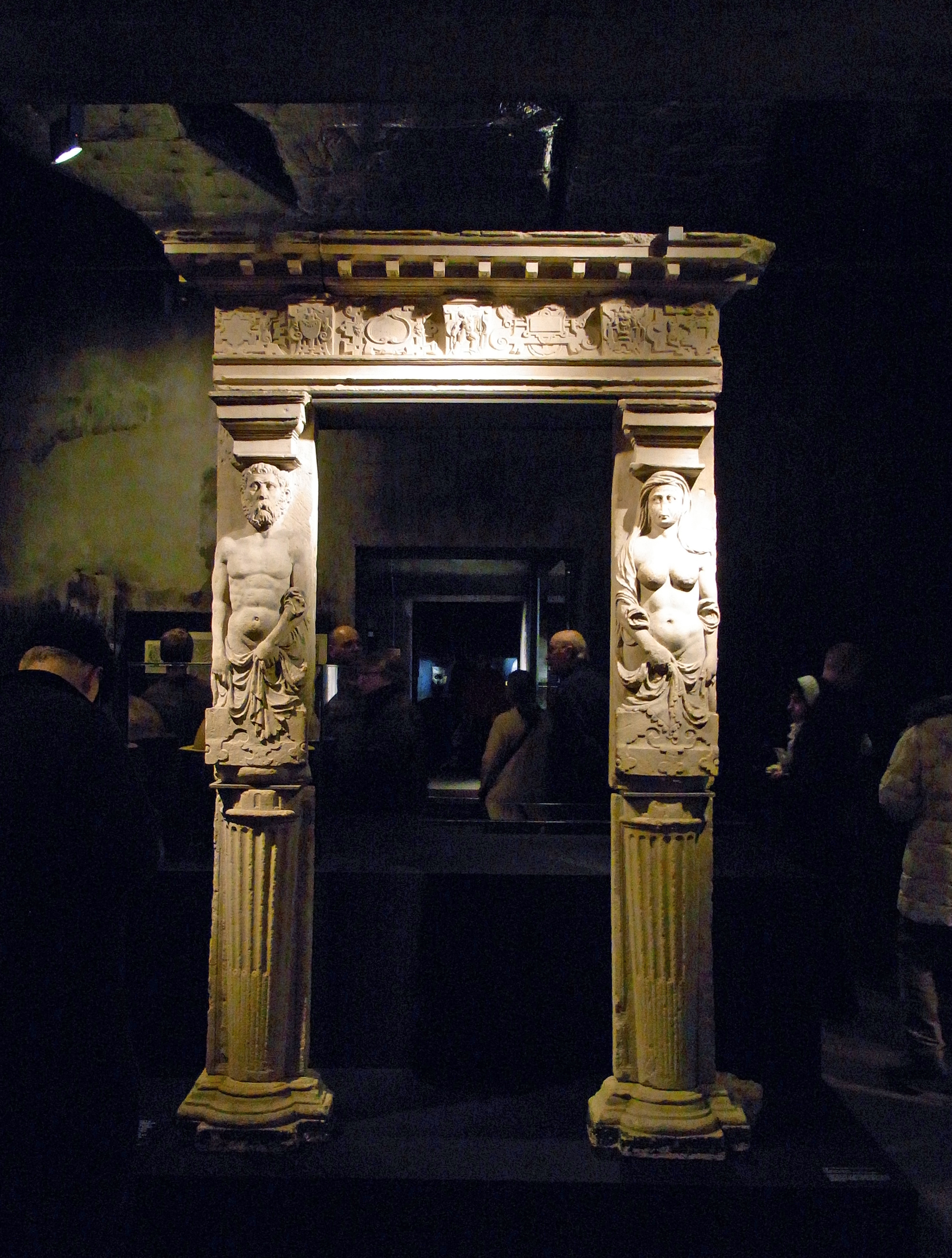
Türgewände aus Schloss Horst, heute im Ruhr Museum

Als langjähriger Besitzerin des Schlosses gelang es der Fürstenberg-Familie, diverse Stücke der wertvollen Fassadendekoration sowie Teile von Portalen und Kaminen zu erhalten. Bei der heute als „Steinerner Schatz“ bezeichneten Bauplastik handelt es sich um teilweise nur fragmentarisch erhaltene Ornamente, figürlichen Zierrat, Friese mit Putten- und Schlachtendarstellungen sowie szenische Reliefs aus Terrakotta und Kaisertondi mit einem Durchmesser von 40 cm. Einige Hausteinfragmente des einstigen Fassadenschmucks finden sich heute in Wänden der noch bestehenden Bauten eingemauert, weil sie bei Umbauarbeiten in den 1920er Jahren unter rein dekorativen Aspekten wahllos in die Zimmerwände vor allem im Erdgeschoss und Keller eingebaut wurden. Einige Plastiken fanden bei Um- und Neubauten auf Schloss Borbeck, das ebenfalls zum Fürstenbergschen Besitz zählte, Verwendung.
Von ursprünglich mindestens neun reich verzierten Bild-Kaminen auf Schloss Horst befindet sich nur noch einer in situ. Drei von ihnen fanden 1886 im Schloss Hugenpoet, das ebenfalls zum Familienbesitz der von Fürstenberg zählte, ein neues Zuhause. Ein weiterer Kamin wurde nach Burg Rheinstein verbracht, wo er mit neogotischem Beiwerk ausgestattet wurde. Von den übrigen sind lediglich Fragmente erhalten, oder sie sind nur durch schriftliche Quellen bekannt. Die heute noch erhaltenen szenischen Reliefs dieser Kamine sind allesamt der antiken Geschichte oder Mythologie sowie dem Alten und Neuen Testament entlehnt. Sie gehen großenteils auf weltbekannte Werke der römischen oder florentinischen Renaissance zurück.

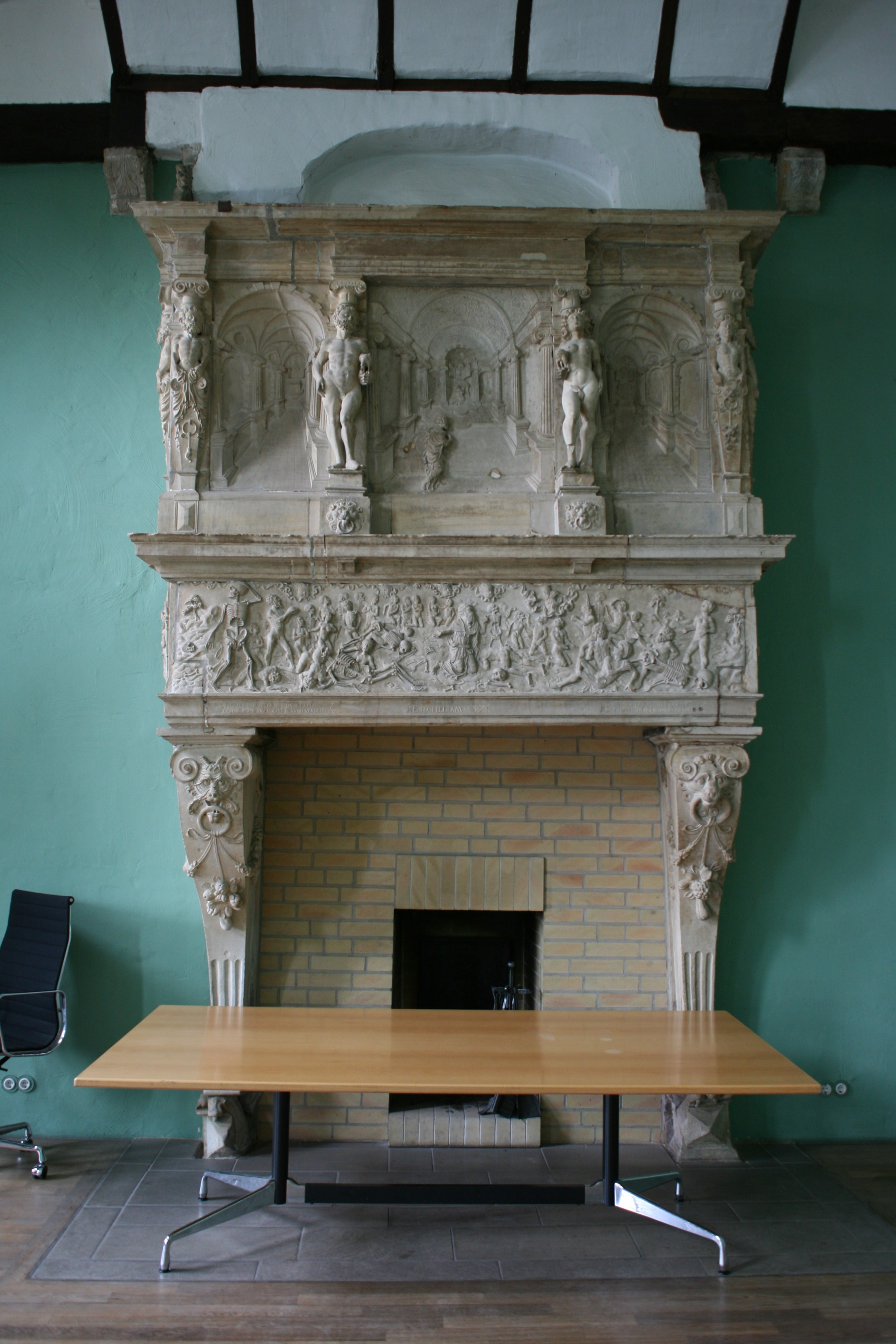
Der Auferstehungskamin

Der Auferstehungskamin ist der einzige unversehrt gebliebene und noch am Originalplatz vorhandene Kamin des Schlosses. Seinen Namen erhielt er von der Darstellung auf seinem Frontsturz: die Auferstehung der Toten am Jüngsten Tag nach Ez 37 . Über diesem 2,44 Meter breiten Relief ist der Sturz in drei Felder unterteilt, die sehr plastisch den dreischiffigen Innenraum einer Kirche wiedergeben. Der über 400 Jahre alte Kamin ist ein Werk Heinrich Vernukkens, der ihn in der Zeit um 1565/70 gestaltete. Als Vorlage für die Auferstehungsszene diente Vernukken eine Lutherbibel aus dem Jahr 1564 mit Holzschnitten von Jost Amman. Alle Bildinhalte – auch die seitlichen – werden durch darunter befindliche Inschriften erläutert und waren früher farbig bemalt. Durch ihre Position in der einstigen Schlossküche ist die Feuerstelle auch unter der Bezeichnung Küchenkamin bekannt.
Der heute im Rittersaal befindliche Historienkamin ist eine Teilrekonstruktion und zeigt im Frontsturz als Relief die Schlacht an der Milvischen Brücke nach Vorlage von Raffaels Monumentalgemälde in der Sala di Costantino, einem Raum der Stanzen des Raffael im Vatikan. Das darüberliegende Zentralrelief ist die bildliche Umsetzung einer Erzählung des römischen Dichters Livius vom Kampf der Horatier gegen die Curiatier, während das linke Seitenstück des Kamins dem Relief des Triumphzugs Mark Aurels im Konservatorenpalast in Rom nachempfunden ist.
Der sogenannte Diana-Kamin im Horster Erkerzimmer wurde aus einzelnen Fragmenten zusammengefügt, ohne die Gewissheit, dass die verwendeten Partien tatsächlich von einem einzigen Kamin stammen. Sein Frontrelief zeigt die Bestrafung Kallistos durch die Göttin Diana. Als Vorlage für die Szene diente ein Kupferstich des Niederländers Cornelis Cort nach einem Gemälde aus der Werkstatt Tizians. Die Jahreszahl im Sturz datiert den Kamin auf 1575. Die schlecht erhaltenen Seitenreliefs könnten Motive der gleichen Thematik zeigen. Sie besitzen Inschriftenkartuschen mit lateinischen Zitaten aus Ovids Metamorphosen. Der obere Kaminabschluss besteht aus einem aufwändig verzierten Aufbau, der das Bildnis der schlafenden Venus mit Amor zeigt.
Zu den drei in der zweiten Hälfte nach Schloss Hugenpoet transferierten Kaminen gehörte neben dem Kain-und-Abel-Kamin und dem Lot-Kamin aus dem Jahr 1560 auch der sogenannte Troja-Kamin von 1578. Benannt ist dieser nach seinem Relief, das den Brand Trojas zeigt und Raffaels Fresko Borgobrand in den vatikanischen Stanzen nachempfunden ist. Als Vorlage dazu diente Raimondis Kupferstich mit dieser Szene.

### Grabungsfunde
Bei den Ausgrabungen auf dem Schlossareal in den 1990er Jahren kamen zahlreiche Funde zutage, welche die außergewöhnlich hohe kunsthistorische Bedeutung des Schlosses unterstrichen. Neben gefundenen Fragmenten der Fassadenornamentik und Stücken von Medaillons mit den Abbildungen römischer Caesaren fanden die Ausgräber zum Beispiel auch Stücke von sogenannten tektonischen Kacheln. Dabei handelt es sich um Teile von hochwertigen Leisten-, Gesims-, Kranz- und Bekrönungskacheln. Daneben wurden aber auch Zeugnisse einer prachtvollen Hofhaltung und gehobener Tischkultur gefunden, so zum Beispiel Besteckteile aus Silber und Elfenbein, kostbare Gefäße aus geschnittenem Stein, Keramiken und venezianische Gläser. Ein einzigartiges Fundstück fiel den Archäologen mit einem Sturzbecher aus der zweiten Hälfte des 16. Jahrhunderts in die Hände. Er zeigt einen Pfeife rauchenden Mann in spanischer Hoftracht und könnte möglicherweise den Bauherrn des Schlosses, Rütger von der Horst, darstellen.